# カダス
カダス（Kadath）とは、クトゥルフ神話に登場する架空の土地。カダスの黒い山、および縞瑪瑙の城。夕映えの都カダス。
「凍てつく荒野のカダス」と呼ばれ、他に「未知なる」、「忘れ去られた」とも称される。
基本的にドリームランドの土地とされるが、設定にレン高原が絡み特殊。

## 概要
小説『未知なるカダスを夢に求めて』では、ドリームランドのレン高原の遥か北にあり、山頂にインクアノクの石切り場から採石された縞瑪瑙で作られた城がそびえ立つ。この縞瑪瑙の城は、神族（地球本来の神々、大地の神々、大いなるもの、等とも）がナイアーラトテップの庇護の下で居城として使用している。また近くのインクアノクの街では、彼ら神の血を引く人間たちが暮らしている。夢見人ランドルフ・カーターが目にした所によるとカダス山頂の城は、冒涜的なまでに巨大で全体が暗闇に包まれているという。
小説『蕃神』によれば、神族は人間族に姿を見られることを嫌い、次第に高い山々に移り住んだが、あらゆる場所が人間に踏破されると最後の秘境であるカダスに移住するようになった。それに加えて小説『未知なるカダスを夢に求めて』では、ナイアーラトテップは、魔王アザトースの意志を代行し、神族を彼らの地球の玉座より遠ざけ、カダスに住まわせることでアザトースと共に外宇宙の闇に住む大いなる存在たちを地球に降ろす手助けを望んだ。地球の神々も自分たちの姿を見ようとする人間を避け、アザトースと地球での影響力を争うつもりもなく一部の神ノーデンスなどがナイアーラトテップと影響力を争っている。カダスを探すランドルフ・カーターは、ナイアーラトテップと敵対するノーデンスの助けを受けられると考えていた。だが、彼がカダスを探っていることを知ったナイアーラトテップは、ノーデンスの保護を受ける屍食鬼、夜鬼などを蹴散らし、ただちに彼をカダスに連れ去っている。

### レン高原
カダス山があるとされるレン高原は、位置が確定できないという設定になっている。ドリームランドのレン高原にカダス山があるというのが基本設定だが、レン高原の所在があやふや。

### 解説
『蕃神』では、賢人バルザイは、神々の姿を見たために行方不明になり、『霧の高みの不思議な家』では、ノーデンスが自分の姿を見たトマス・オルニーという若者の魂を持ち去って、彼を生きた人形のようにしてしまった。『未知なるカダスを夢に求めて』のカーターの場合、ナイアーラトテップに引き合わされたために大地の神々の姿を見なかったため無事に戻ることが出来た。このようにラヴクラフトの作品では、神を見たものは、正気を失うか生きて帰らないことを条件に神々の土地に住むことを強制されることをテーマにしており、その中でカダスは、神々が人間から姿を隠す最後の土地であり、近づく者は、ナイアーラトテップにより排除される。